# 옥계항 (거제시)
옥계항(玉溪港)은 경상남도 거제시 하청면 연구리에 있는 어항이다. 2003년 2월 3일 어촌정주어항으로 지정하여 관리하고 있다. 시설관리자는 거제시장이다.

## 어항 연혁
- 본래 외질개 또는 욋개라 하였는데 이는 칠천도의 밖개라는 뜻이고 서남으로 뻗은 땅끝의 형세가 비녀모양이라 옥계라 하였다.

## 어항 구역
- 수역: 미지정(거제시 하청면 연구리 424-15번지 수역)
- 육역: 미지정

## 어항 시설
- 선착장

## 주요 어종
- 도다리, 노래미, 홍합 등